# Eugène Pelletan
Pierre Clément Eugène Pelletan (Saint-Palais-sur-Mer, 29 ottobre 1813 – Parigi, 3 dicembre 1884) è stato un politico e scrittore francese.

## Biografia
Nipote di Jean Jarousseau e figlio di Achille Pelletan, sindaco di Royan, si stabilì a Parigi nel 1833 per tentare la carriera letteraria. Conobbe George Sand e fu il precettore del figlio Maurice, poi si legò con Alphonse de Lamartine.
Scrittore d'infiammato lirismo, libero pensatore deista e spiritualista, fu repubblicano in politica. Avversario di Napoleone III, fu deputato del dipartimento della Senna dal 1863 al 1870, poi delle Bouches-du-Rhône dal 1871 al 1876. Iniziato alla massoneria nel 1864, divenne «venerabile» ed entrò nel Consiglio dell'ordine del Grande Oriente di Francia.
Il 4 settembre 1870 fu ministro senza portafoglio del governo di difesa nazionale e finì la sua carriera politica come senatore.

## Opere
- La Lampe éteinte, 2 voll., 1839.
- Histoire des trois journées de Février 1848, 1848.
- Profession de foi du XIXe siècle, 1852
- Heures de travail, 2 voll., 1854
- Lettres à Lamartine. Le monde marche, 1857
- Les Droits de l'homme, 1858
- Les Rois philosophes, 1858
- Décadence de la monarchie française, 1860
- La Naissance d'une ville, 1861
- Le Droit de parler, lettre à M. Imhaus, 1862.
- La Nouvelle Babylone. Lettres d'un provincial en tournée à Paris, 1863.
- L'Ombre de 89, lettre à M. le duc de Persigny, 1863.
- Le 31 mai, 1863.
- Aide-toi, le ciel t'aidera, 1863.
- Le Crime, 1863.
- La Charte du foyer, 1864.
- Qui perd gagne, 1864
- Le Termite, 1864
- La Famille: la mère, 1866
- La Femme au XIXe siècle, 1869
- Lamartine, 1869
- Nouvelles heures de travail, 1870
- Les Uns et les autres, 1873
- Le 4-septembre devant l'enquête, 1874
- Royan: la naissance d'une ville, 1876
- Première aux électeurs. Est-ce la République?, 1876
- Élisée, voyage d'un homme à la recherche de lui-même, 1877
- Un roi philosophe, le Grand Frédéric, 1878
- Le Programme républicain. La révision, 1882
- Dieu est-il mort?, 1883
- Jarousseau, le pasteur du désert, 1886